# Canon EOS 77D
La Canon EOS 77D, venduta Giappone come EOS 9000D è una fotocamera reflex DSLR annunciata da Canon il 14 febbraio 2017. È l'evoluzione della Canon EOS 760D.
Nel mercato Italiano il prezzo di vendita del solo corpo è di € 1030 mentre in abbinamento con l'obiettivo EF-S 18-135 IS USM f/3.5-5.6 il costo è di € 1330. La fotocamera è indirizzata a fotografi semi-professionisti.

## Caratteristiche
Confrontata con la 760D, sono state apportate importanti modifiche: 
- Nuovo sensore CMOS da 24.2 MegaPixel con Dual Pixel CMOS AF, al posto del Hybrid CMOS AF III.
- 45 punti AF a croce, al posto di 19
- Processore DIGIC 7, standard ISO 100-25600, H:51200 (DIGIC 6, ISO 100–12800, H:25600 su 750D)
- Scatto continuo ad alta velocità fino a 6 FPS
- Connessione Bluetooth con supporto al nuovo telecomando remoto BR-E1
- Registrazione video a 1080p @60 FPS
- Stabilizzazione elettronica dei filmati
- Supporto all'HDR e al Time Lapse
- 15 funzionalità personalizzabili
- Di default la 800D usa l'interfaccia grafica Canon standard ma, se desiderato, è possibile passare ad una nuova interfaccia grafica adatta ai principianti.

La Canon EOS 77D riceve molte caratteristiche dalla Canon EOS 80D, della quale è considerata una sorta di "sorella minore" ma rispetto da essa si differenzia per:
- Assenza della tropicalizzazione
- Uno scatto continuo in meno (6 fps vs 7 fps)
- Presenza del processore Digic 7 (Il Digic 6 di 80D consente un range ISO di 100-16000 H:25600)
- Utilizzo di un pentaspecchio al posto di un più performante pentaprisma